# ستانتون ديفيس كيركهام
ستانتون ديفيس كيركهام (بالإنجليزية: Stanton Davis Kirkham)‏ هو فيلسوف أمريكي، ولد في 7 ديسمبر 1868 في نيس في فرنسا، وتوفي في 6 يناير 1944.